# Na putu (2010.)
Na putu je drama iz 2010. koju je režirala Jasmila Žbanić u bosanskohercegovačko-austrijsko-njemačko-hrvatskoj ko-produkciji. Zanimljivo, iako se film odigrava u Bosni i Hercegovini, dvije glavne uloge Bošnjaka tumače hrvatski glumci Zrinka Cvitešić i Leon Lučev. Film je nominiran za Zlatnog medvjeda na Berlinskom filmskom festivalu.

## Radnja
Sarajevo. Luna i Amar su normalan par koji živi relativno sekularan i moderan način života. Ona radi kao stjuardesa te stoga često putuje avionom a on radi u zrakoplovnoj luci te je zadužen za kontrolu letova. Jednog dana, kolega ga uhvati kako je pio alkohol na poslu, što se strogo kosi s radnim pravilima - kao posljedica, komisija mu daje otkaz i šalje ga na odvikavanje od alkohola. Luna je ljuta zbog njegovog gafa koji ga je koštao posla, ali mu svejedno oprašta s vremenom. Dok se vraćali s izleta, doživjeli su blaži sudar s jednim autom, a vozač se ispostavi kao Amarov stari prijatelj Bahrija, koji je u međuvremenu postao Vahabi. 
Kako se sada često druže, Bahrija počne polako nagovarati Amara da se pridruži njegovoj zajednici te mu tamo čak nađe posao učitelja računalnih sustava. Luna, sada već zabrinuta, odlazi posjetiti tu zajednicu na nekom otoku usred rijeke. Ljude i običaje tamo interpretira kao agresivno religiozne i nametljive, te odluči otići natrag u Sarajevo. Ubrzo počinje osjećati promjene kod svog partnera: on odjednom počinje često moliti, svađati se s njenom bakom i rodbinom jer piju alkohol te sve rjeđe spava s njom u krevetu jer smatra da par prvo mora biti u braku. Luna odlazi u Bijeljinu i posjećuje kuću koju je napustila 1992. Iako su planirali ići na umjetnu oplodnju, ona se predomisli i prekine vezu s njim. Kada otkrije da je trudna, postavi mu uvjet da se mora vratiti prvotnom sebi ako hoće da se ona vrati njemu.

## Glume
- Zrinka Cvitešić - Luna
- Leon Lučev - Amar
- Ermin Bravo - Bahrija
- Marija Kohn – Baka
- Nina Violić - Šejla
- Mirjana Karanović - Nađa
- Jasna Beri - Doktorica
- Jasna Žalica - Čuvarica
- Sebastian Cavazza - Dejo
- Izudin Bajrović - Jusuf
- Vanessa Glođo

## Distribucija
Film je pušten u distribuciju 19 zemalja svijeta kojima je World Sales kompanija The Match Factory ustupila prava na film. Riječ je o zemljama Beneluxa, baltičkim zemljama, Kolumbiji, Češkoj, Slovačkoj, Danskoj, Francuskoj, Njemačkoj, Izraelu, Italiji, Meksiku, Norveškoj, Poljskoj, Portugalu, Južnoj Koreji, Španjolskoj, Švicarskoj i Tajvanu. 
Cjelokupna distribucija filma Jasmile Žbanić zainteresirala je i magazin Screen International koji je u svom internetskom izdanju od 23. ožujka objavio članak naslovljen Film Jasmile Žbanić 'Na putu' putuje svijetom. U tekstu su navedeni svi detalji vezani uz dosadašnju prodaju filma i njegovu paralelnu distribuciju u Hrvatskoj i BiH.

## Recenzija
Nekima se činilo da je redateljičin prethodni film "Grbavica" bio bolji, dok se drugima činilo da je upravo "Na putu" poboljšanje. Arsen Oremović je napisao o filmu: 
"Pretpostavimo li da je Jasmila Žbanić osvojila Zlatnog medvjeda za “Grbavicu” dobrim dijelom zbog njegove tematike, drame majke koja je rodila dijete nakon silovanja, a ne isključivo zbog kvalitete, u svemiru nije narušena nikakva ravnoteža. Njezin drugi film “Na putu” također donosi “epizodu” iz suvremenoga bosanskog života, dakle po ukusu festivalskih žirija, a ovoga je puta i zanatska strana priče doista na razini koju biste očekivali od pobjednice tako važnog festivala. “Na putu” je puno zreliji i manje tezičan film od “Grbavice”, odnosno pitanja i problemi koje otvara puno su bolje ugrađeni u tkivo priče...Jasmila Žbanić izvrsno gradi priču od njihove krajnje urbane i svjetovne svakodnevice, preko prvih krhotina u odnosu do potpunog udaljavanja, prikazujući svijet ekstremnog islamizma iz ženske perspektive. Luna nema puno razumijevanja za Amarov izbor, ali to je samo jedan od pogleda; drugi, drukčiji i dublji ženski pogled predstavljen je kroz lik Lunine bake (Marija Kohn) koja na svečanom ručku naredi Amaru da bude kuš (“sikter!”), kada ovaj počne držati predavanje o islamu, odgovarajući da ona nije ništa manje muslimanka ako njezin muž pije rakiju. Film ne sudi nikome, kroz niz likova pokazuje različite stavove prema vjerskom ekstremizmu, a o opisivanju njihove militantne strane ponekad se koristi “jasnim dvosmislenostima” (“nama treba dobrih boraca”, kaže jedan od vođa vehabija). No, ponajprije je to priča o udaljavanju dvoje ljubavnika, pri čemu su jednako koliko i redateljica zaslužni izvrsni Leon Lučev i Zrinka Cvitešić koja je uspjela ostvariti ono najteže u glumi - biti živ lik. Toliko spontanosti, djelomično zapanjenosti nad Amarovom transformacijom, djelomično pokušaja razumijevanja, odavno nismo vidjeli u filmovima s ovih prostora. Netko će reći da pravi film počinje tamo gdje ovaj staje; doista, bilo bi zanimljivo vidjeti kako bi jedna rohmersko-chabrolovska ruka opisala što se dalje događalo, ali to je već drugi film koji bi bilo jednako zanimljivo vidjeti, koliko i neki novi film J. Žbanić u kojem će svoj ženski dodir iskazati bez sudara s velikim društvenim temama i problemima".
Kritičar Jurica Pavičić je napisao:
"Svi koji su gledali “Grbavicu”, mogu jasno prepoznati da je i ovaj film radila ista osoba. “Na putu” je sjevernjački točan, ogoljen, precizan i namjerno suh film, lišen bilo kakve balkanske “prpošnosti”. Žbanić više postavlja pitanja nego što odgovara, svaki argument ima kontraargument, kao u kakvoj dijalektičkoj vježbi...film iskušava liberalne stereotipe o vjeri onoliko koliko čini i obratno."

## Vanjske poveznice
- Na putu u internetskoj bazi filmova IMDb-a